# Baronía de Cervelló
La baronía de Cervelló era un linaje catalán derivado del de Gurb. Nunca existió como título nobiliario.

## Armorial heráldico
En campo de oro, un ciervo de azur.

## Antecedentes
- Ansulf de Gurb, compró el alodio de Gurb al conde Borrell II de Barcelona en el año 961
- Sendred de Gurb (hijo), después llamado Sendred de Querol; fundador del linaje de Querol
- Hugo de Gurb (hijo), después llamado Hugo I de Cervelló; fundador del linaje de Cervelló

## Línea troncal de Cervelló
El apodo Alemany después de Guerau no afecta a la numeración.
- Hugo I de Cervelló (?, 1025/27)
- Bonfill de Cervelló (? − 1039/49)[2]
- Humberto de Cervelló: obispo de Barcelona
- Alemany I de Cervelló (?−1053)
- Guerau Alemany I de Cervelló (−1079)
- Guerau Alemany II de Cervelló
- Guerau Alemany III de Cervelló
- Guillermo de Cervelló (senyor de Talavera): luchó en la cruzada de Almería de 1147.
- Guerau Alemany IV de Cervelló (hermano y heredero) (?, 1167)
- Hugo de Cervelló: arzobispo de Tarragona
- Guerau Alemany V de Cervelló (hermano y heredero) (?, 1193)
- Guillermo I de Cervelló (?, ?): casado con Elvira d'Artusela, hija de Ximeno d'Artusela
- Guerau VI de Cervelló (?, 1229): muerto muy joven en Mallorca
  - Felipa de Cervelló; las posesiones pasaron al hijo de Ramón Alemany Cervelló de Querol
- Ramón Alemany Cervelló de Querol (?, 1229) (hermano de Guillermo I de Cervelló)
- Guillermo II de Cervelló
- Guerau VII de Cervelló (?, 1309): muerto sin hijos legítimos durante la Cruzada de Almería
  - Las posesiones pasaron a la línea secundaria de la Llacuna, Vilademàger y Pontils

## Línea secundaria de la Llacuna, Vilademàger y Pontils
- Guillermo III de Cervelló (?, 1323): muerto en Cerdeña
- Guillermo IV de Cervelló (?, 1347): muerto en Cerdeña
- Berenguer Arnau I de Cervelló: muerto en Cerdeña
- Guillermo Ramón I de Cervelló (hermano del anterior) (?, 1365): luchó en la guerra de los Dos Pedros
- Guerau VIII de Cervelló (?, 1392): fue mayordomo de Juan I de Aragón y murió en el sitio de Palermo (1392)
- Berenguer Arnau II de Cervelló (hermano del anterior)
- Arnau Guillermo I de Cervelló: realista durante la guerra civil catalana (1462-72)
- Berenguer Arnau III de Cervelló: casado con Joana de Castre-Pinós
- Berenguer Arnau IV de Cervelló o Berenguer Arnau I Cervelló de Castre-Pinós
  - Continuación como barones de Castro